# Кейт, Уильям, 2-й граф Кинтор
Уильям Кейт, 2-й граф Кинтор (англ. William Keith, 2nd Earl of Kintore; 1660 — 5 декабря 1718) — шотландский дворянин.

## Происхождение
Родился в 1660 году. Единственный сын Джона Кейта, 1-го графа Кинтора (ок. 1630—1715), и леди Маргарет Гамильтон.
Его дедушкой и бабушкой по отцовской линии были Уильям Кейт, 6-й граф Маришаль (ок. 1585—1635), и леди Мэри Эрскин (старшая дочь Джона Эрскина, 19-го и де-юре 2-го графа Мара, и его второй жены Мари Стюарт, дочери Эсме Стюарт, 1-го герцога Леннокса). Его мать была единственным ребенком Томаса Гамильтона, 2-го графа Хаддингтона, от его второй жены леди Джин Гордон (третьей дочери Джорджа Гордона, 2-го маркиза Хантли, и леди Энн Кэмпбелл, которая сама была дочерью Арчибальда Кэмпбелла, 7-го графа Аргайла).

## Карьера
Начиная с 1714 года Уильям Кейт был рыцарем-маршалом Шотландии. Лорд Кинтор был тори и якобитом и принимал участие в восстании 1715 года, сражаясь в битве при Шерифмуире. Восстание, также известное как восстание лорда Мара, было попыткой Джеймса Фрэнсиса Эдварда Стюарта вернуть троны Англии, Ирландии и Шотландии для изгнанного дома Стюартов . Из-за своего участия в восстании он был лишен должности рыцаря-маршала. После его смерти Чарльз Гамильтон, лорд Биннинг, стал рыцарем-маршалом.
После смерти отца в апреле 1715 года он стал 2-м графом Кинтором.

## Личная жизнь
До 8 августа 1687 года Уильям Кейт был женат на достопочтенной Кэтрин Мюррей (? — январь 1726), старшей дочери Дэвида Мюррея, 4-го виконта Стормонта и леди Джин Мюррей (вдовы Джеймса Мюррея, 2-го графа Аннандейла и старшей дочери Джеймса Карнеги, 2-го графа Саутеска). У супругоы бло трое детей:
- Джон Кейт, 3-й граф Кинтор (21 мая 1699 — 22 ноября 1758), который в 1729 году женился на Мэри Эрскин (1714—1772), единственной дочери Рэйчел Чизли и Джеймса Эрскина, лорда Грейнджа, главного хранителя печати (второй сын Чарльза Эрскина, графа Мара, и леди Мэри Мол, дочери Джорджа Мола, 2-го графа Панмюра)[1].
- Уильям Кейт, 4-й граф Кинтор (5 января 1701 — 22 ноября 1761), умерший неженатым[1].
- Леди Кэтрин Маргарет Кейт (29 июня 1690 — 1 марта 1762), вышедшая замуж за Дэвида Фалконера, 4-го лорда Фалконера из Халкертона[1].

Лорд Кинтор скончался 5 декабря 1718 года. Ему наследовал его старший сын Джон.